# Герб Попаснянського району
Герб Попасня́нського рай́ону — офіційний символ Попаснянського району Луганської області.

## Опис
Герб району являє геральдичний щит, розділений червоною смужкою по діагоналі на лилове та зелене поля.
У лиловому полі розміщено зображення сонця, що сходить крізь пагорби. Крім того в полі також зображено інструменти: перехрещені гайковий ключ та Молот (великий молоток)молот, під ними — колісна пара. У зеленому полі розміщено дві літери «Е» золотого кольору. У червоному полі розміщено 5 золотих щитів та золотий колос пшениці.
Щит обрамлений вінком з дубового листя, в який вплетена жовто-блакитна стрічка з написом «ПОПАСНЯНСЬКИЙ РАЙОН» та роком його заснування — 1977.

## Символіка
- Зелений колір символізує пасовища та рівнини.
- Червоний колір є символом трудових та бойових традицій.
- Лиловий колір — символ народовладдя.
- Сонце вказує на географічне розташування району на сході України.
- Пагорби вказують на рельєф району.
- Літери «Е» — символ Катерининської залізниці (рос. Екатерининская железная дорога), що дала поштовх до промислового розвитку місцевості.
- Колос символізує розвиток сільського господарства.
- 5 щитів — уособлення п'яти міст обласного підпорядкування.
- Молот та гайковий ключ вказують на розвиток залізниць.
- Колісна пара — символ вагоноремонтного заводу.
- Дубове листя символізують силу та єдність.